# Стюарт, Елизавета Константиновна
Елизаве́та Константи́новна Стюа́рт (15 [28] сентября 1906, Томск — 3 февраля 1984, Новосибирск) — русская советская поэтесса.

## Биография
Из рода шотландского происхождения. В Новосибирске жила с 1932 года до конца жизни. Начала печататься как детская писательница, в 1930-е—1940-е издала несколько детских книг. В военные годы служила в сибирском отделении ТАСС. Первая «взрослая» книга стихов — «Города будущего» (1943). В 1940—1980-е годы вышел ещё ряд поэтических книг. В лирике, следующей классическим традициям — сибирская тематика, картины природы, философский автобиографизм. В конце 1940-х после официальной кампании против Ахматовой Стюарт подвергалась критике за «ахматовщину»; впоследствии её не раз сравнивали с Ахматовой и в положительном ключе, называли «сибирской Ахматовой». Принимала большое участие в литературной жизни Новосибирска, помогала молодым талантам, отличалась независимой общественной позицией. Из столичных литераторов знакомство и дружба связывали её с Львом Озеровым.
Скончалась в Новосибирске. Похоронена на Заельцовском кладбище (квартал 102). На Октябрьской улице, д. 33, в Новосибирске установлена мемориальная доска поэтессе.

## Книги стихов
- «Города будущего» (1943).
- «Второе рождение» (Новосибирск, 1945)
- «Путь» (Новосибирск, 1955)
- «Одолень-трава» (М., 1958)
- «Я слышу сердцем» (Новосибирск, 1960)
- «Солнечная денежка» (Новосибирск, 1962)
- «Ночные березы» (М., 1965)
- «Лиственница за моим окном» (Новосибирск, 1968)
- «Полынь и солнце» (М.,1979)
- «Зимний праздник» (Новосибирск, 1980)
- «Моя рябина» (Новосибирск, 1984)

## В XXI веке
Одно из лучших лирических стихотворений поэтессы — «За всё спасибо, добрый друг…» — было в 2008 году положено на музыку композитором Иваном Бурляевым и прозвучало романсом в исполнении Екатерины Климовой в фильме «Мы из будущего». В 2012 году под этот романс фигуристами Татьяной Навкой и Александром Жулиным был исполнен оригинальный танец прощания в рамках телевизионного шоу «Ледниковый период. Кубок профессионалов».

## Награды
- Орден Дружбы народов (27 сентября 1976)
- Орден «Знак Почёта» (27 сентября 1966)